# Andi Koshi
Andi Koshi (17 februari 2001) is een Belgisch-Kosovaars voetballer. Koshi is een centrale middenvelder.

## Carrière
Koshi speelde in de jeugd bij GBA, RSC Anderlecht, PSV en Cercle Brugge. Op 3 februari 2021 debuteerde hij met Cercle Brugge in het bekerduel tegen Oud-Heverlee Leuven. Hij viel na 60 minuten in voor Dino Hotić.

## Clubstatistieken
| Seizoen         | Club            | Land            | Competitie         | Competitie | Competitie | Beker | Beker | Supercup | Supercup | Europees | Europees | Totaal | Totaal |
| Seizoen         | Club            | Land            | Competitie         | Wed.       | Dlp.       | Wed.  | Dlp.  | Wed.     | Dlp.     | Wed.     | Dlp.     | Wed.   | Dlp.   |
| --------------- | --------------- | --------------- | ------------------ | ---------- | ---------- | ----- | ----- | -------- | -------- | -------- | -------- | ------ | ------ |
| 2020/21         | Cercle Brugge   | Vlag van België | Jupiler Pro League | 0          | 0          | 1     | 0     | —        | —        | —        | —        | 1      | 0      |
| Carrière totaal | Carrière totaal | Carrière totaal | Carrière totaal    | 0          | 0          | 1     | 0     | 0        | 0        | 0        | 0        | 1      | 0      |

Bijgewerkt op 8 februari 2021.